# Asamblea Federal de Rusia
La Asamblea Federal de Rusia (en ruso: Федеральное Собрание, tr.: Federálnoie Sobránie) es la institución que ejerce el poder legislativo de la Federación de Rusia, de acuerdo con la Constitución federal de 1993.
La Asamblea Federal, como órgano legislativo bicameral, consta de una cámara baja, la Duma de Estado y una cámara alta, el Consejo de la Federación. Mientras que la Duma garantiza la representación popular directa y encarna el principio democrático, el Consejo de la Federación es una cámara de representación territorial, en la que se encuentran representados los llamados sujetos federales (entidades federadas o territorios de Rusia) a través de delegados nombrados por estas mismas unidades territoriales autónomas (corresponden dos a cada territorio, uno designado por su parlamento y otro por su órgano de gobierno o por su presidente). Asimismo, y aunque como ramas del poder legislativo ambas cámaras ejercen esta función constitucional, cada una de ellas tiene asignadas determinadas funciones específicas o diferenciadas. Así, la Duma es el órgano de control político del Gobierno, y como tal es la única llamada a conceder o denegar a este su confianza; por el contrario, sólo al Consejo de la Federación, como cámara de representación territorial, corresponde consentir en cualquier alteración de las fronteras interiores de la Federación, y es también exclusiva su capacidad para convocar elecciones presidenciales, destituir al Presidente federal, nombrar a los jueces del Tribunal Constitucional, autorizar el uso de la fuerza armada, etc.
Las dos cámaras del legislativo funcionan separadamente como órganos diferenciados pero que componen una estructura institucional común -la Asamblea-, y sólo en ciertas ocasiones la Duma Estatal y el Consejo de la Federación se reúnen de manera conjunta. Las dos cámaras del parlamento tienen su sede en Moscú, ciudad federal y capital de Rusia.